# Five by Five (Via del blues)
Five by Five è il quinto album della band indipendente italiana Via del blues.
Pubblicato nell'ottobre 2015 è composto da 12 tracce originali.

## Tracce
1. I Don't Know Why (Gaetano Quarta, Gino Giangregorio, Dino Panza)
2. Childhood Town (Gaetano Quarta, Gino Giangregorio, Dino Panza)
3. Mind Tattoos (Gaetano Quarta, Gino Giangregorio, Dino Panza)
4. The Old Track (Gino Giangregorio, Dino Panza)
5. Alone with My Shoes (Gaetano Quarta, Gino Giangregorio, Dino Panza)
6. The Golden Years (Gaetano Quarta, Gino Giangregorio, Dino Panza)
7. Drunk (Gaetano Quarta, Gino Giangregorio, Dino Panza)
8. Play My Ace (Gaetano Quarta, Gino Giangregorio, Dino Panza)
9. Better Than the Rest (Gaetano Quarta, Gino Giangregorio, Dino Panza)
10. Got to Be Right (Gaetano Quarta, Gino Giangregorio, Dino Panza)
11. Long Road of Blues (Marco Barile, Gino Giangregorio, Dino Panza)
12. Twelve (Gaetano Quarta, Gino Giangregorio, Dino Panza)

## Formazione
- Gaetano Quarta - voce
- Gino Giangregorio - chitarra e voce
- Dino Panza - armonica
- Marco Barile - batteria, voce e cori
- Luigi Catella - basso e contrabbasso

## Produzione
- Via del blues - produzione
- Gino Giangregorio, Gaetano Quarta - registrazione
- Via del blues - missaggio
- Acustic Sound Studio - mastering
- Beppe Merola - copertina

## Recensioni
- Brundisium.net: "Five by Five, il nuovo lavoro della Via del Blues" articolo di Marco Greco sul Diario di Bordo n. 288 (Ottobre 2015)[1]
- Brundisium.net: "E’ uscito Five by Five della Via del Blues" articolo di Marco Greco sul Diario di Bordo n. 291 (Novembre 2015)[2]
- Distorsioni: "Via del Blues - Five by Five" articolo di Guido Sfondrini del 3 dicembre 2015[3]
- Il Blues: "Via del Blues - Five by Five" articolo di Silvano Brambilla sul numero 133 - dicembre 2015